# Josef Pohl (spisovatel)
Josef Pohl (18. května 1918 Praha – 30. prosince 1988 Praha) byl český spisovatel.

## Život
Byl mladší ze dvou synů kadeřníka Josefa Pohla (*1882) a jeho manželky Marty, rozené Bulánkové (*1891).
Po úspěšném studiu na pražském reálném gymnáziu studoval práva na Univerzitě Karlově. Vzhledem k uzavření českých vysokých škol 17. listopadu 1939 dokončil studium až v roce 1946. V letech 1948 až 1959 sloužil v Československé armádě, kde byl správcem několika vojenských újezdů a dosáhl hodnosti podplukovníka. V Květušíně založil obecnou škola pro děti nových obyvatel. Po ochodu do civilní sféry pracoval jako právník.

## Dílo
Psal knihy pro dospělé i pro mládež (Křižovatky v trávě, Tudy vedou stezky), jeho díla se stala náměty filmů; psal též rozhlasové hry. Některé z jeho knih byly přeloženy do němčiny, slovenštiny a do ruštiny.

### Knižní vydání
Vlastní zážitky velitele vojenského újezdu Boletice se promítly do jeho knih Jarní den a Na cikánské stezce.
Knižně vyšlo:
- Typy vesnických sídel v Čechách (nákladem vlastním, 1935)
- Máte rádi políra? (stavařský kabaret, spoluautor Miroslav Honzík; Praha, Dilia, 1962)
- Nové pověsti české (kabaretní pásmo, spoluautor Miroslav Honzík; Praha, Dilia, 1962)
- Ticho, mluví pachatel (České Budějovice, Nakladatelství České Budějovice,	1966)
- Jarní den (Plzeň, Západočeské nakladatelství, 1967)
- Křižovatky v trávě (myslivecké povídky; Praha, SNDK, 1968)
- Zelená sedma (Plzeň, Západočes. nakl., 1972)
- Právo posledního slova (Praha, Středočeské nakladatelství a knihkupectví,	1976)
- Černá jízda (Praha, Středočeské nakladatelství a knihkupectví, 1979)
- Třináctko, děkuji (Praha, Středočeské nakladatelství a knihkupectví, 1979)
- Vysoko v horách (Praha, Panorama,	1979)
- Na cikánské stezce (Praha, Albatros, 1981. 1987)
- Pod Jezevčí skálou (Praha, Středočeské nakladatelství a knihkupectví 1982, Albatros 1992, Fragment 2008)
- Tudy vedou stezky (Praha, Albatros, 1982)
- Na pytlácké stezce (Praha, Středočeské nakladatelství a knihkupectví,	1983)
- Křižovatky v trávě (Praha, Albatros, 1984)
- Za trnkovým keřem (Prah, Středočeské nakladatelství a knihkupectví, 1985)
- S vůní pryskyřice (Praha, Albatros, 1989	Zobrazení exemplářů s možností jejich objednání

### Film a televize
- Podle knihy Na cikánské stezce natočil v roce 1986 režisér Dušan Klein film Kdo se bojí, utíká (scénář Dušan Klein a Ladislav Pecháček).[7]
- Podle knih Pod jezevčí skálou, Na pytlácké stezce a Za trnkovým keřem natočil režisér Václav Gajer stejnojmenné filmy.
- Podle Pohlova námětu byl napsán scénář (autor scénáře: Jaroslav Müller) k televiznímu seriálu Přátelé zeleného údolí.[7][8]